# Øresund i Vinterdragt
Øresund i Vinterdragt er en stumfilm fra 1924 af ukendt instruktør.